# BEST 1999-2004
『BEST 1999-2004』（ベスト・1999-2004）は、cuneのベスト・アルバム。

## 概要
新曲/新録曲を含む初のベスト・アルバム。

## 収録曲
1. SAMURAI DRIVE(New Recording)（4:10）[1]
2. リフレイン（3:26）[1]
3. イナズマ（3:54）[1]
4. クローバー（4:19）[1]
5. Butterfly（3:54）[1]
6. 東京（3:29）[1]
7. 青空（4:50）[1]
8. LION SEVENTEEN（3:39）[1]
  - 表記はないが、アルバムバージョン。
9. カノン（5:10）[1]
10. Hello,Mr.Pain（4:11）[1]
11. ほほえみ（5:00）[1]
12. ホライズン（4:57）[1]
13. 夕顔(New Song)（5:50）[1]
  - 新曲。MVも制作された。